# 연안역
연안역(延安驛)은 조선민주주의인민공화국 황해남도 연안군 연안읍(舊 황해도 연백군 연안읍 산양리(山陽里))에 있는 배천선의 철도역이다. 
본래는 토해선(土海線)의 역으로 1931년 12월 21일에 개통되었다. 